# Пекша (озеро)
Пе́кша (латыш. Pekšu ezers, Peksis, Pekša ezers, Pekšes ezers) — озеро в Страупской волости Паргауйского края Латвии. Относится к бассейну Гауи.
Площадь водной поверхности — 9,7 га. Наибольшая глубина — 24 м, средняя — 5,1 м.